# Pio Dutra da Rocha
Pio Dutra da Rocha (Rio de Janeiro, 11 de julho de 1875 — Rio de Janeiro, 29 de julho de 1963) foi um político brasileiro. Era filho de João Luís da Rocha, natural da Vila da Estrela, e Ignácia Dutra da Rocha, natural da Ilha do Faial.

## Biografia
Nascido de uma família de proprietários de antigas caieiras coloniais na Ilha do Governador, no Rio de Janeiro, foi escrivão da delegacia da mesma região durante a década de 1890 até a de 1910; exerceu ainda o mandato eletivo de intendente conselheiro municipal do antigo distrito federal nos períodos de 1911-1913, 1913-1916, 1917-1919, 1919-1922, 1926-1928.
Publicou um dos primeiros jornais regionais da então capital da República, denominado O Suburbano, com primeira edição em 1 de março de 1900, tendo circulado com 19 números e co-editado por Antônio Hilarião da Rocha, Manuel Cândido da Silva Castro e  Antônio de Matos Ferreira. Foi amigo e editor do escritor Lima Barreto. Também atuou como delegado na Ilha do Governador e foi coronel da extinta Guarda Nacional.
Tanto Pio Dutra da Rocha, quanto seus irmãos Francisco Dutra da Rocha (comissário de polícia) e André Luís da Rocha (gestor público, 1870-1938), foram personagens populares da política regional carioca entre o final do século XIX e as três primeiras décadas do século XX, recebendo homenagens em logradouros públicos, como a rua Pio Dutra, na Ilha do Governador; a rua André Rocha, na Taquara, e a estação do BRT de mesmo nome.